# Episodi di Un oceano di avventure
La serie animata Un oceano di avventure è stata prodotta nel 1994 dalla Nippon Animation in 39 episodi e fa parte del progetto World Masterpiece Theater (世界名作劇場?, Sekai meisaku gekijō). L'episodio 31 in Giappone, durante la prima trasmissione della serie, non è andato in onda.
| Nº | Titolo italiano Giapponese 「Kanji」 - Rōmaji | In onda           | In onda |
| Nº | Titolo italiano Giapponese 「Kanji」 - Rōmaji | Giapponese        |         |
| 1  | Lo squalo bianco 「シャチをつれた少女 冒険者ナナミ」 - shachi wotsureta shōjo bōkensha nanami | 16 gennaio 1994   |         |
| 1  | Nella baia dove è ancorata la "Peperoncino", l'imbarcazione di Nancy, Scott e Al, viene avvistato un pericoloso squalo. |                   |         |
| 2  | I pirati dei Caraibi 「カリブの海賊は子供をねらう!?」 - karibu no kaizoku ha kodomo wonerau !? | 30 gennaio 1994   |         |
| 2  | Con un pretesto Cheryl riesce a salire a bordo della "Peperoncino", la nave di Nancy, assieme al suo maggiordomo, nella speranza di vivere avventure eccitanti e di rimandare il suo ritorno all'università. |                   |         |
| 3  | I gangster dell'Atlantico 「大西洋のギャングがやって来る!?」 - taiseiyō no gyangu gayatte kuru !? | 6 febbraio 1994   |         |
| 3  | Nancy e suo padre salvano un fotografo inseguito da alcuni gangster: aveva fotografato le sevizie a cui i malviventi sottoponevano le foche per ucciderle. |                   |         |
| 4  | L'inseguimento 「逃げて逃げて逃げまくれ!!」 - nige te nige te nige makure !! | 13 febbraio 1994  |         |
| 4  | Le foche venivano uccise ed imbalsamate per poter trasportare armi al loro interno. Nancy scopre tutto, ma viene rapita. |                   |         |
| 5  | Avventura a Rio 「リオデジャネイロは眠らない」 - riodejaneiro ha nemura nai | 20 febbraio 1994  |         |
| 5  | Nancy e le foche vengono liberate da Scott e le fotografie sono consegnate alla polizia che sgomina la banda. |                   |         |
| 6  | La balenottera azzurra 「シロナガスクジラに逢った日」 - shironagasukujira ni atta nichi | 27 febbraio 1994  |         |
| 6  | Scott incontra un suo vecchio compagno di università, che ora lavora per la GMC, una potente multinazionale. Il figlio Thomas si introduce nel battiscafo della "Peperoncino", che cade in mare e si inabissa. |                   |         |
| 7  | Avventura in fondo al mare 「大西洋の底 トーマスひとりぼっち」 - taiseiyō no soko tomasu hitoribocchi | 6 marzo 1994      |         |
| 7  | Il battiscafo è a 1000 metri di profondità con Thomas a bordo, e anche con l'aiuto di Tico, l'orca amica di Nancy, è praticamente irraggiungibile. Ma una balena azzurra riesce a farlo risalire e può essere recuperato dalla "Peperoncino". Il padre di Thomas acconsentirà che il ragazzo rimanga per qualche tempo sulla "Peperoncino" assieme ai suoi nuovi amici.                                                                                            |                   |         |
| 8  | Il tesoro 「ザイール川の沈没船 秘宝の謎」 - zairu kawa no chinbotsusen hihō no nazo | 13 marzo 1994     |         |
| 8  | Al trova sul fondale un antico battello affondato e recupera il diario di bordo che parla di un misterioso tesoro. |                   |         |
| 9  | La grotta segreta 「幻の地底湖に浮かぶ希望の船」 - maboroshi no chiteiko ni uka bu kibō no fune | 20 marzo 1994     |         |
| 9  | La ricerca del tesoro conduce la "Peperoncino" all'interno di una caverna nascosta da una cascata. Nancy ed i suoi amici troveranno un'isola nella quale sono stati sepolti i missionari che erano sul battello affondato. Il tesoro era una roccia a forma di Madonna che i missionari stavano cercando e che alla fine avevano trovato. |                   |         |
| 10 | In viaggio sulla terraferma 「ペペロンチーノ号が陸を走る!」 - peperonchino gō ga riku wo hashiru ! | 17 aprile 1994    |         |
| 10 | La "Peperoncino" è inseguita da alcuni membri dell'organizzazione che Scott aveva fatto sgominare dalla polizia. Per sfuggire ai potenti motoscafi dei malviventi, Scott, All e tutti gli altri membri dell'equipaggio caricheranno la nave e Tico su alcuni camion, facendo una lunga traversata via terra. |                   |         |
| 11 | Principessa per una sera 「プリンセスナナミ エーゲ海の夢」 - purinsesunanami ege umi no yume | 24 aprile 1994    |         |
| 11 | La "Peperoncino" incrocia una lussuosa nave da crociera e una coppia di viaggiatori in viaggio con il figlio, invita Nancy a bordo per una grande festa che si sarebbe tenuta la sera. La moglie fa indossare a Nancy un bellissimo vestito e la sera alla ragazzina viene assegnato il premio di "Principessa della nave". |                   |         |
| 12 | Una famiglia infelice 「もうひとりのナナミと幸福な家族」 - mōhitorino nanami to kōfuku na kazoku | 1º maggio 1994    |         |
| 12 | Dietro alle apparenze, la famiglia che ospita Nancy è infelice ed in profonda crisi. Alcuni anni prima la figlia Meggy, alla quale Nancy assomiglia moltissimo, è morta annegata per colpa del padre che non è stato capace di salvarla. Da allora tra marito e moglie e tra padre e figlio si è aperta una frattura insanabile, ma Nancy riuscirà a ricucire il rapporto della famiglia.                                                                          |                   |         |
| 13 | Una giornataccia 「ああ! トーマス君の人生最悪の日」 - aa ! tomasu kun no jinsei saiaku no nichi | 8 maggio 1994     |         |
| 13 | Al porta a bordo alcuni pupazzi che si gonfiano al contatto con l'acqua per poi rivenderli nel porto successivo. Thomas vivrà quindi una brutta avventura nella stiva della "Peperoncino" alle prese con un tubo che perde e con i giocattoli che diventano sempre più grandi occupando piano piano tutto lo spazio disponibile. |                   |         |
| 14 | Bentornato a casa, Al! 「豪快! シチリア島のアル婆ちゃん」 - gōkai ! shichiria shima no aru baa chan | 15 maggio 1994    |         |
| 14 | La "Peperoncino" approda sull'isola natale di Al, nei pressi della Sicilia. Il piccolo villaggio è ormai stato abbandonato dai giovani che come Al hanno cercato lavoro altrove, ma alcuni speculatori promettono di rivitalizzare l'isola con il turismo. |                   |         |
| 15 | Un'isola da salvare 「素晴らしき団結! 空に舞うナナミ」 - subara shiki danketsu ! sora ni mau nanami | 22 maggio 1994    |         |
| 15 | In realtà gli speculatori vogliono radere al suolo il villaggio per costruire un enorme casinò. Scott, Al e Nancy riusciranno a sventare il loro piano facendo rivivere un'antica leggenda del luogo. |                   |         |
| 16 | Una grande notizia 「新しい仲間!! ティコの赤ちゃん!」 - atarashi i nakama !! teiko no akachan ! | 29 maggio 1994    |         |
| 16 | Tico sta per avere un cucciolo e ha bisogno di tranquillità. Nel frattempo il padre di Thomas capisce che la "Balena Luminosa" che Scott sta cercando da anni, forse non è solo una leggenda. |                   |         |
| 17 | Tico diventa mamma 「がんばれジュニア! 最初の深呼吸」 - ganbare junia ! saisho no shinkokyū | 5 giugno 1994     |         |
| 17 | Tico finalmente partorisce e e la "Peperoncino" può finalmente partire per l'Oceano Artico alla ricerca della "Balena Luminosa", seguito dalla nave della GMC. |                   |         |
| 18 | Un fidanzato per Cheryl 「えっ!! シェリルさんついに婚約!?」 - etsu !! shieriru santsuini konyaku !? | 12 giugno 1994    |         |
| 18 | Durante il viaggio la "Peperoncino" si imbatte nella "Nettuno", la piattaforma petrolifera del padre di Cheryl. |                   |         |
| 19 | La piattaforma petrolifera 「北海油田大パニック 海鳥を守れ!」 - hokkai yuden dai panikku umi tori wo mamore ! | 19 giugno 1994    |         |
| 19 | Nonostante i ripetuti allarmi di Scott sulle cattive condizioni dell'oleodotto che collega la piattaforma alla terraferma, il direttore della "Nettuno" non prende i dovuti provvedimenti e Nancy e Junior, il cucciolo di Tico, riescono a fatica a sventare un terribile disastro ecologico causato dalla fuoruscita del greggio dai tubi. |                   |         |
| 20 | In rotta verso il nord 「ジュニアはナナミがきらいなの!?」 - junia ha nanami gakirainano !? | 26 giugno 1994    |         |
| 20 | Junior è geloso di Nancy perché forse teme che lei gli voglia portare via la madre e comincia ad essere piuttosto dispettoso. Ma un giorno Nancy gli salverà la vita e in seguito lui salverà a sua volta la vita alla ragazzina, iniziando così una grande amicizia. |                   |         |
| 21 | Il serpente e la balena 「光る氷山! 北極海のオーロラ伝説」 - hikaru hyōzan ! hokkyoku umi no orora densetsu | 3 luglio 1994     |         |
| 21 | Seguendo una leggenda esquimese, Nancy ed i suoi amici vanno alla ricerca della "Balena Luminosa" nei ghiacci del polo, aiutati da una ragazzina del posto. |                   |         |
| 22 | Il mistero dell'iceberg 「氷の迷宮! 埋もれたままの時間」 - koori no meikyū ! umo retamamano jikan | 17 luglio 1994    |         |
| 22 | La ricerca dell'iceberg che dovrebbe contenere la "Balena Luminosa" continua, ma anche la GNC sta proseguendo le sue ricerche al polo. Alla fine viene ritrovato l'iceberg: è cavo ed al suo interno ci sono numerosi scheletri di "Balena Luminosa". |                   |         |
| 23 | Addio, Tico 「さようなら永遠に! ティコの死」 - sayōnara eien ni ! teiko no shi | 7 agosto 1994     |         |
| 23 | La GNC fa saltare l'iceberg per recuperare il poco "torontium" presente negli scheletri. Ma la nave della GNC rimane intrappolata tra i ghiacci. |                   |         |
| 24 | Il canto della balena 「命を継ぐ者 海に響くクジラの歌」 - inochi wo tsugu mono umi ni hibiku kujira no uta | 14 agosto 1994    |         |
| 24 | Nancy è inconsolabile per la perdita dell'amica, ma alla fine capisce che dopotutto Tico fa parte di lei e del cucciolo Junior, quindi non l'abbandonerà mai. La ragazzina da quel momento cambierà nome alla piccola orca, chiamandola Tico. |                   |         |
| 25 | Visita in Giappone 「日本へ! 母さんの思い出を訪ねて」 - nippon he ! kaasan no omoide wo tazune te | 21 agosto 1994    |         |
| 25 | Scott decide di fare conoscere a Nancy la terra natale della madre e si reca con la "Peperoncino" in Giappone. Mentre Al, Ceryl e Thomas fanno un giro turistico a Tokyo (rimanendo ben presto senza soldi), Scott e Nancy si recano sull'isola dove aveva abitato la madre della ragazzina, morta ormai da molto tempo. |                   |         |
| 26 | La zia di Nancy 「お母さんに会えた! 遠い日の夏」 - o kaasan ni ae ta ! tooi nichi no natsu | 28 agosto 1994    |         |
| 26 | La visita alla casa della madre è per Nancy un viaggio nella memoria. Inizialmente non ricorda nulla della madre, ma con l'aiuto della zia che recupera un vecchio filmino, la ragazzina comincia a ricordare... |                   |         |
| 27 | La nave fantasma 「霧の怪談! セントエルモの幽霊船」 - kiri no kaidan ! sentoerumo no yūreisen | 4 settembre 1994  |         |
| 27 | In una notte di nebbia pare quasi che la "Peperoncino" oda il richiamo di una misteriosa nave fantasma. Scott, Al, Cheryl, Thomas e Nancy vanno in esplorazione del gigantesco relitto, che pare abbia una volontà propria. |                   |         |
| 28 | Operazione piovra 「スクイドボール2号 深海をゆく!」 - sukuidoboru 2 gō shinkai woyuku ! | 11 settembre 1994 |         |
| 28 | C'è un'antichissima tradizione nella famiglia di Ceryl, che le impone, una volta all'anno, di mangiare carne di piovra indossando un particolare paio di orecchini. La ragazza odia questa tradizione ed è quindi ben contenta quando accidentalmente gli orecchini cadono in acqua e finiscono nella Fossa delle Marianne. |                   |         |
| 29 | L'isola delle farfalle 「ナナミの冒険 チョウの舞う島!」 - nanami no bōken chō no mau shima ! | 18 settembre 1994 |         |
| 29 | La "Peperoncino" fa una breve tappa nel porto di una cittadina di mare per fare provvista. Nel frattempo Nancy, Thomas ed alcuni ragazzini del posto hanno una meravigliosa avventura sulla vicina "Isola delle farfalle". |                   |         |
| 30 | Avventura in Australia 「永遠の美しさが手に入る奇跡の卵」 - eien no utsukushi saga teniiru kiseki no tamago | 23 ottobre 1994   |         |
| 30 | La "Peperoncino" raggiunge l'Australia e Nancy e Scott sgomineranno una banda di bracconieri che raccolgono le uova di ornitorinco (che è una specie protetta) per poi rivenderle a peso d'oro alle ricche ed ingenue turiste, millantando un loro potere di ringiovanimento della pelle. |                   |         |
| 31 | L'isola deserta 「シェリルとスコット無人島の一夜」 - shieriru to sukotto mujintō no ichiya | - non trasmesso - |         |
| 31 | Will, un ragazzo che da qualche tempo ha contatti con l'equipaggio della "Peperoncino", è innamorato di Ceryl anche se non è corrisposto. La ragazza sale sul suo idrovolante credendo di saperlo pilotare: anche se Scott riesce a salire fortunosamente sul velivolo per fermarla, l'aereo decolla e poco dopo precipita su un'isola deserta. |                   |         |
| 32 | Il mare delle latimerie 「シーラカンスの海へ 光る怪物の謎」 - shirakansu no umi he hikaru kaibutsu no nazo | 30 ottobre 1994   |         |
| 32 | Ceryl e Scott passeranno la notte sull'isola in attesa dei soccorsi.Quando Will si rende conto della complicità che si è instaurata tra Ceryl e Scott dopo il loro salvataggio, abbandona sconsolato la compagnia. |                   |         |
| 33 | Il mostro luminoso 「スコット応答せず!! 悪魔の棲む海」 - sukotto ōtō sezu !! akuma no sumu umi | 6 novembre 1994   |         |
| 33 | Scott crede di avvistare nell'oceano la "Balena Luminosa", che invece risulta essere un pericoloso "Calamaro Luminoso". |                   |         |
| 34 | Issate le vele! 「帆をあげろ!! 大追跡ヒカリクジラ」 - ho woagero !! daitsuiseki hikarikujira | 13 novembre 1994  |         |
| 34 | Scott scopre finalmente un branco di "Balene Luminose" seguite da centinaia di balene azzurre. I cetacei vanno però troppo veloci ed il motore della "Peperoncino" non regge, costringendo l'equipaggio ad una navigazione a vela. |                   |         |
| 35 | L'ultima possibilità 「ラストチャンス! 父さんの祈り」 - rasutochansu ! tōsan no inori | 20 novembre 1994  |         |
| 35 | La "Peperoncino" perde di vista le balene. Dopo una lunga ricerca le provviste stanno finendo ed Al è ormai convinto dell'urgenza di ritornare sulla terraferma, ma Scott non vuole perdere l'occasione della sua vita: incontrare finalmente una "Balena Luminosa". Grazie a Thomas che ha registrato il richiamo delle balene con il computer, Scott riuscirà alla fine a richiamare verso la "Peperoncino" una "Balena Luminosa".                               |                   |         |
| 36 | La balena luminosa è in pericolo! 「ヒカリクジラが危ない 悪魔の襲撃!」 - hikarikujira ga abuna i akuma no shūgeki ! | 27 novembre 1994  |         |
| 36 | La nave della GNC ha sempre seguito la "Peperoncino" e riesce quindi facilmente a catturare la "Balena Luminosa". |                   |         |
| 37 | La fortezza dell'Antartico 「動き始めた野望! 南極大陸の城」 - ugoki hajime ta yabō ! nankyoku tairiku no shiro | 4 dicembre 1994   |         |
| 37 | La "Balena Luminosa" viene portata nella base della GNC, una piattaforma galleggiante. Nancy e Thomas penetrano nella base e vedono che la povera balena è imprigionata ed analizzata con una sorta di TAC. Quando tentano di tornare alla "Peperoncino" per poi avvisare via radio le autorità, scoprono che l'imbarcazione è avvolta dalle fiamme. |                   |         |
| 38 | Liberiamo la balena! 「ヒカリクジラの導き 鉄の城の最後」 - hikarikujira no michibiki tetsu no shiro no saigo | 11 dicembre 1994  |         |
| 38 | La "Balena Luminosa" emette disperati richiami ai quali rispondono migliaia di animali del mare e del cielo. Branchi di cetacei si scagliano contro la base mentre gli uccelli si gettano a capofitto contro le guardie armate. La "Balena Luminosa" viene liberata e la base della GNC viene affondata, con la morte di tutti i suoi occupanti. L'incendio sulla "Peperoncino" viene domato e Nancy improvvisamente sente una voce nella sua testa che la chiama. |                   |         |
| 39 | La balena luminosa 「それぞれの旅立ち 永遠の光の輪」 - sorezoreno tabidachi eien no hikari no wa | 18 dicembre 1994  |         |
| 39 | Solo Nancy viene chiamata al cospetto delle "Balene Luminose". La balena anziana le spiega che le "Balene Luminose" sono in realtà degli Osservatori che esistono fin dalle origini della vita sulla Terra e che custodiscono la conoscenza del passato e del futuro di tutte le specie esistenti. La balena mostra a Nancy il suo futuro, quando diventerà madre di un bambino e la ragazzina scopre una grande pace.                                             |                   |         |